# Анваробод
Анваробо́д (тадж. Анваробод) — село у складі Хатлонської області Таджикистану. Входить до складу Даханського джамоату Кулобського району.
Назва означає яскраво благоустроєний.
Населення — 721 особа (2010; 712 в 2009, 287 в 1976).
Національний склад станом на 1976 рік — таджики.